# Mission (programma televisivo)
Mission è stato un programma televisivo trasmesso in prima serata il 4 e il 12 dicembre 2013 su Rai 1 e Rai HD, condotto da Michele Cucuzza e Rula Jebreal. Il programma, andato in onda senza alcuna interruzione pubblicitaria, aveva come sottotitolo la frase Il mondo che il mondo non vuol vedere.

## Il programma
Il programma era incentrato su dei reportage in stile docu-reality che raccontavano l'esperienza di alcuni VIP inviati in zone del mondo dove vivono i rifugiati politici. Per quindici giorni le coppie di personaggi famosi hanno affiancato i volontari di INTERSOS nelle loro mansioni quotidiane. I volti noti che hanno partecipato sono stati: Al Bano e le sue figlie Cristèl e Romina Jolanda che si sono recati in Giordania, Francesco Pannofino e Candida Morvillo che hanno visto da vicino la realtà del Mali, Emanuele Filiberto di Savoia e Paola Barale che sono stati in Congo, Cesare Bocci e Lorena Bianchetti che sono andati in Ecuador, Michele Cucuzza e Barbara De Rossi, la cui esperienza in Sudan del Sud risaliva all'estate del 2012.
In studio i conduttori Michele Cucuzza e Rula Jebreal hanno discusso con i protagonisti dei reportage e altri ospiti le esperienze vissute.

### Produzione
Mission è stato registrato presso lo studio TV1 del centro di produzione RAI di Torino. Hanno partecipato attivamente alla strutturazione del programma l'UNHCR (l'Alto Commissariato delle Nazioni Unite per i rifugiati) e Intersos, oltre che la RAI, che ha realizzato il programma con Dinamo Italia.

## Puntate
| Puntata | Messa in onda    | Inviati                                     | Nazione visitata | Telespettatori | Share | Fonte |
| ------- | ---------------- | ------------------------------------------- | ---------------- | -------------- | ----- | ----- |
| 1       | 4 dicembre 2013  | Al Bano, Cristèl e Romina Carrisi           | Giordania        | 2.165.000      | 8,16% | [ 1 ] |
| 1       | 4 dicembre 2013  | Candida Morvillo e Francesco Pannofino      | Mali             | 2.165.000      | 8,16% | [ 1 ] |
| 2       | 12 dicembre 2013 | Emanuele Filiberto di Savoia e Paola Barale | Rep. del Congo   | 2.273.000      | 8,85% | [ 2 ] |
| 2       | 12 dicembre 2013 | Lorena Bianchetti e Cesare Bocci            | Ecuador          | 2.273.000      | 8,85% | [ 2 ] |
| 2       | 12 dicembre 2013 | Michele Cucuzza e Barbara De Rossi          | Sudan del Sud    | 2.273.000      | 8,85% | [ 2 ] |

Le puntate possono essere guardate gratuitamente in streaming sul sito della Rai attraverso questo link.

## Polemiche
Il programma è stato aspramente criticato nei mesi antecedenti la messa in onda da numerosi soggetti, quali per esempio alcuni blog della rete e operatori umanitari, nonché esponenti politici, come Roberto Fico, nel ruolo di presidente della Commissione di Vigilanza Rai, e Laura Boldrini. In particolare è stata contestata la scelta di impiegare volti noti (e di pagarli) per raccontare la tragica realtà dei rifugiati, in contrasto con l'immagine di ricchezza e benessere delle star del programma.